# Hernandia jamaicensis
Hernandia jamaicensis är en tvåhjärtbladig växtart som beskrevs av Britton & Harris. Hernandia jamaicensis ingår i släktet Hernandia och familjen Hernandiaceae. Inga underarter finns listade i Catalogue of Life.